# Plage Sud (Peñíscola)
La plage sud de Peníscola est une plage située au sud du tombolo qui relie la terre au rocher où se dresse le château; elle est contiguë au port de pêche. Cette plage de sable est très facile d'accès et très bien équipée; elle est idéale pour les familles et les enfants. Elle est très large, et elle s'ouvre en forme de baie vers le sud. Tout autour, il y a de nombreux restaurants où l'on peut goûter la gastronomie de la région.